# Carnaval de Lucerne

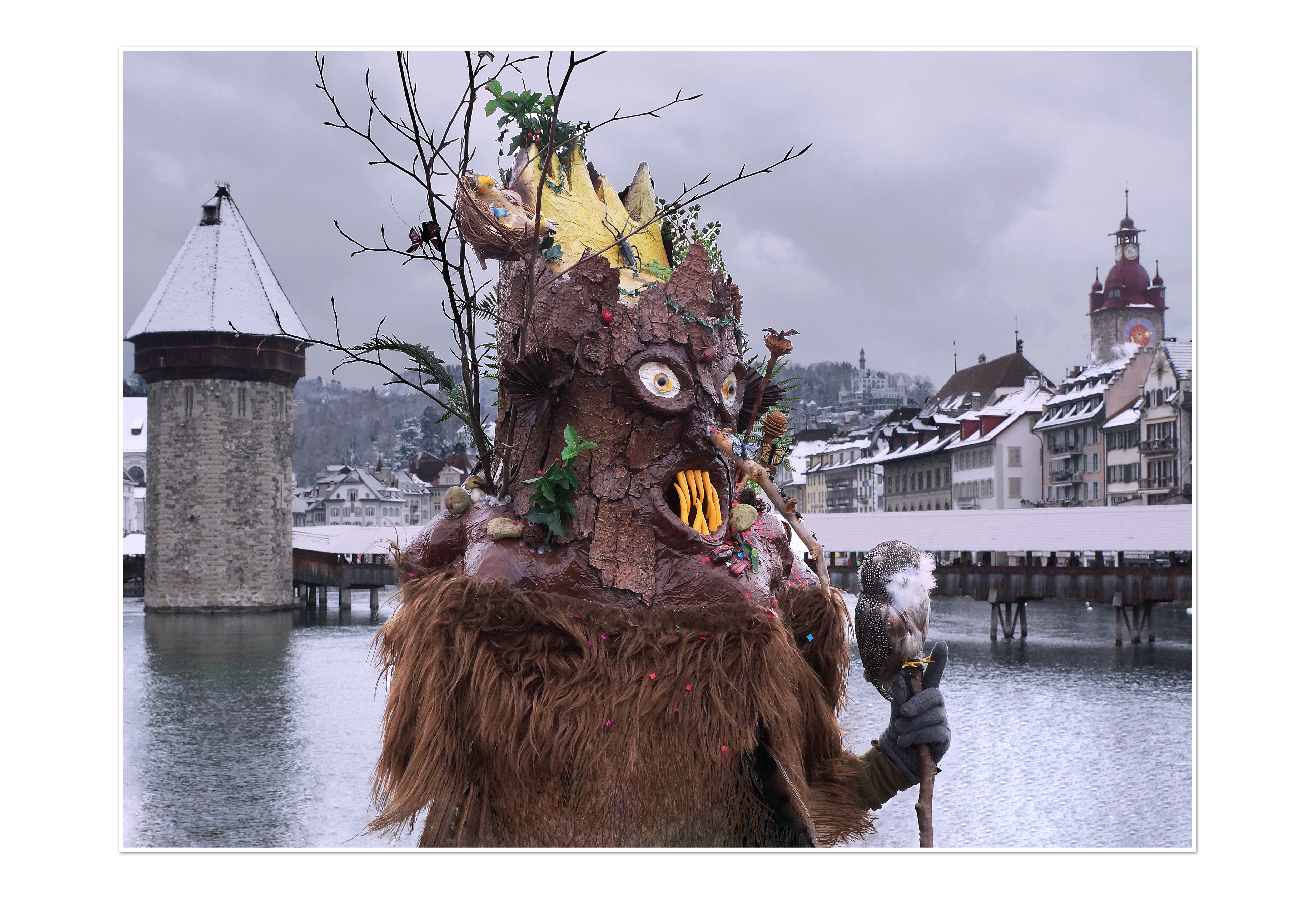
Scène du Carnaval de Lucerne 2013

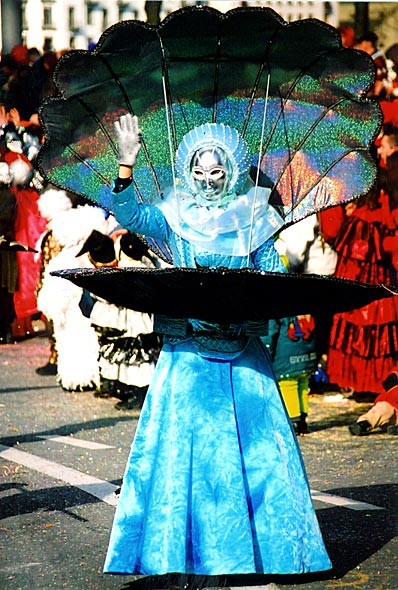
Costume lors du Güdismäntig

Le carnaval de Lucerne a lieu chaque année dans la ville de Lucerne en Suisse. Il fait partie des plus gros carnavals de Suisse avec celui de Bâle. Son cortège, le Güdis-Mäntig, attire plusieurs dizaines de milliers de personnes.
Contrairement à celui de Bâle, le carnaval de Lucerne privilégie les guggenmusiks au lieu des cliques. 